# Semjon Judkowitsch Mogilewitsch

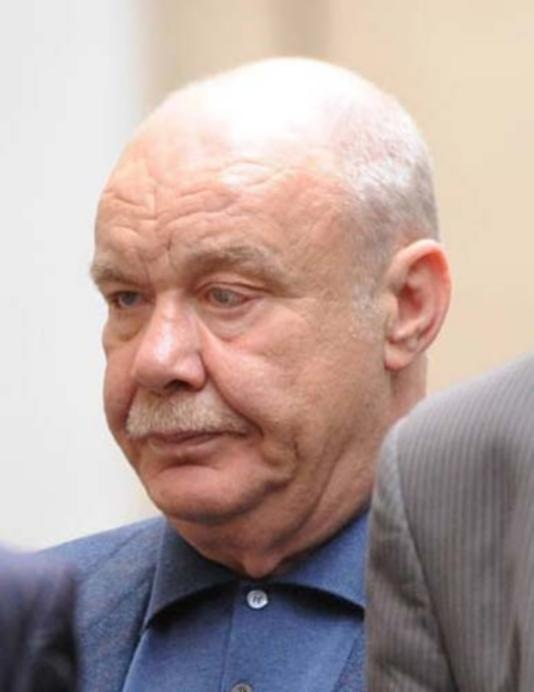
Semjon Judkowitsch Mogilewitsch

Semjon Judkowitsch Mogilewitsch (russisch Семён Юдкович Могилевич, wiss. Transliteration Semën Judkovič Mogilevič; * 30. Juni 1946 in Kiew, Ukrainische SSR, Sowjetunion) ist einer der Anführer von zahlreichen Gruppierungen der russischen Mafia. Er wird vom FBI beschuldigt, eine führende Person der organisierten Kriminalität in Russland zu sein. Einem Bericht der Weltbank zufolge wird er verdächtigt, ein Oberhaupt der russischen Solnzewo-Bruderschaft zu sein. Mogilewitsch, so die Weltbank, habe ein Vermögen mit Waffenhandel, Erpressung und Prostitution aufgebaut. Ein Arbeitspapier der European Society of Criminology nennt ihn eine der „gefürchtetsten Führungsfiguren des organisierten Verbrechens“.
Der britische Journalist Luke Harding schrieb 2011 in seinem Buch „Mafia State“, Mogilewitsch besitze die Fähigkeit, die kompliziertesten Betrugssysteme zu seiner persönlichen Bereicherung zu nutzen, und sei einer der ersten gewesen, der die sich bietenden Möglichkeiten des Kapitalismus und des allmählichen Zusammenwachsens der kriminellen Welt mit der Politik in Russland erkannte. Mogilewitsch verfüge über ein unglaubliches Gespür und glänzendes Verständnis der globalen Wirtschaft, was ihm erlaubte, ein riesiges Vermögen von etwa 10 Milliarden Dollar zu erwerben, so Harding.
Der FBI-Direktor Robert Mueller beschuldigte Mogilewitsch im Jahr 2005, eine einflussreiche Gruppierung der organisierten Kriminalität gegründet zu haben, die in Drogen- und Waffenhandel, Prostitution, Geldwäsche sowie betrügerische Aktivitäten an den amerikanischen und kanadischen Börsen involviert ist.

## Herkunft und Familie
Mogilewitsch wurde im Kiewer Stadtbezirk Podil (Kiew) als Sohn einer jüdischen Familie geboren. Seine Mutter Genja Tewjewna Schepelskaja war Ärztin und sein Vater Judka Mogilewitsch Direktor einer großen Druckerei in Kiew.

## Ausbildung
Mit 22 Jahren absolvierte er die Wirtschaftsfakultät der Universität Lemberg. Er galt als brillanter Student mit einem photographischen Gedächtnis. In der Presse wurde später häufig erwähnt, dass zu seinen Stärken ein ausgezeichnetes Gedächtnis, scharfer Verstand und die Fähigkeit gehörte, schnelle Entscheidungen zu treffen.

## Kriminelle Aktivitäten

### Bagatelldelikte innerhalb der Ljuberezkaja-Gruppierung
Seine kriminelle Karriere begann er in den 1970er Jahren in Kiew. Nach Akten der sowjetischen Miliz hatte er damals Verbindungen zum organisierten Verbrechen in Moskau gepflegt. Vor allem hatte er für die Ljuberezkaja-Mafiagruppierung (so benannt nach der Stadt Ljuberzy in der Oblast Moskau) gearbeitet und sich mit kleineren Betrugsdelikten und Devisenhandel am Schwarzmarkt beschäftigt. Außerdem zog er Profit aus Bestattungsmodalitäten. Für seine kriminellen Machenschaften stand er in Kiew zwei Mal vor Gericht: Zum ersten Mal kam er 1973 wegen illegaler Devisengeschäfte für drei Jahre ins Gefängnis. Das zweite Mal wurde er 1977 wegen Betrugs für vier Jahre verurteilt.
Für die zweite Festnahme war der Ermittlungsbeamte der Kiewer Staatsanwaltschaft und spätere stellvertretende Generalstaatsanwalt Sergei Markijanowitsch Winokurow verantwortlich. Er erinnerte sich Jahrzehnte später, dass dieses Betrugsdelikt mit Semjon Jachimowitsch (Deckname: Byk) zu tun hatte, dem Anführer einer kriminellen Organisation aus Podil, deren Mitglieder als Fleischer auf dem Markt in Kiew tätig waren. Jachimowitsch hatte beschlossen, aus der UdSSR zu emigrieren, und plante, unter der Hand insgesamt 20.000 Rubel gegen 8.000 Dollar zu tauschen. Damals war in der Sowjetunion der Tausch des Rubels gegen ausländische Währungen ein Straftatbestand. Er wandte sich mit seinem Anliegen an Semjon Mogilewitsch. Dieser hatte die Idee, über den ausländischen Studenten namens Adam, der, wie sich später herausstellte, ein Verwandter des Präsidenten von Zaire war, die Transaktion durchzuführen. Adam kam zum verabredeten Treffpunkt zusammen mit einer jungen Frau. Er nahm von Jachimowitsch die Tasche mit den 20.000 Rubel und übergab sie der Frau, die in einem Hauseingang verschwand, angeblich um die Vollständigkeit des Geldes zu überprüfen. Sodann tauchte ein Milizionär auf und nahm Jachimowitsch und Mogilewitsch fest. Während der Fahrt in die Bezirksabteilung der Miliz konnte Mogilewitsch aus dem Fahrzeug flüchten und Jachimowitsch wurde später aus Mangel an Beweisen wieder freigelassen. Jachimowitsch begriff, dass er einem Betrug zum Opfer gefallen war und dass Mogilewitsch, Adam, die junge Frau und der Milizionär zusammengearbeitet hatten. Es kam zu einer bewaffneten Massenschlägerei zwischen den „Fleischern“ aus Podil und den Mitgliedern einer Kiewer kriminellen Gruppierung, die Mogilewitsch unterstützte. So wurde dieser Fall den Behörden bekannt und alle Beteiligten wurden verhaftet. Mogilewitsch wurde zu vier Jahren wegen Betrugs und Jachimowitsch zu 9 Jahren wegen Organisation eines Mordanschlags verurteilt. Erst Ende der 1980er Jahr fand Winokurow heraus, dass Mogilewitsch und Jachimowitsch wieder freundschaftlichen Umgang miteinander pflegten. Mogilewitsch hatte nämlich an Jachimowitsch für jedes im Gefängnis abgesessene Jahr 100.000 Rubel Entschädigung gezahlt und ihm zusätzlich seinen Einflussbereich, den Kiewer Bahnhof, zur Durchführung krimineller Aktivitäten überlassen.

### Betrug von jüdischen Emigranten
In den 1980er Jahren beteiligte er sich an organisatorischen Maßnahmen, um den sowjetischen Juden die Ausreise nach Israel zu erleichtern. Damals unterhielt die UdSSR keine diplomatischen Beziehungen mit Israel. Ein Visum konnte man nur über das niederländische Konsulat erhalten. Das Hauptproblem der auswandernden Juden war dabei, dass die sowjetischen Gesetze es verboten, Wertsachen (Gemälde, Schmuck etc.) und Geldmittel außer Landes zu bringen. Mogilewitschs Betrugsschema sah vor, dass abends nach Geschäftsschluss ein Mitarbeiter des Konsulats, ein Strohmann von Mogilewitsch, die ausreisewilligen Juden in seinem Büro empfängt und ihnen anbietet, ihre Wertsachen und Gelder gegen eine Gebühr ihm zu überlassen und bei Ankunft in Israel wieder zu erhalten. Hunderte von jüdischen Emigranten vertrauten diesem Vorschlag und erkannten erst in Israel, dass sie einem Betrüger zum Opfer gefallen sind. Mit diesem Coup war Mogilewitsch, der persönlich nie in Erscheinung trat, sehr erfolgreich und verdiente große Geldsummen.

### Partnerschaft mit der Solnzewskaja-Gruppierung
In den frühen 1980er Jahren schloss sich Mogilewitsch der Solnzewo-Bruderschaft an. Häufig verflochten sich seine geschäftlichen Angelegenheiten mit denen der Solnzewskaja. Seine Beziehung zu den Anführern Sergei Michailow und Viktor Awerin waren von Angst, aber nicht von Unterwürfigkeit geprägt. Michailow und Awerin benutzten Mogilewitsch zur Durchführung verschiedener Finanztransaktionen.
Mitte der 1980er Jahre verlagerte Mogilewitsch seinen Wohnsitz von Kiew nach Moskau. In den Jahren der Perestroika gründete Mogilewitsch zusammen mit Sergei Timofejew (Deckname: Silvestr), dem Anführer der Orechowskaja-Gruppierung, die sich 1989 mit der Solnzewo-Bratwa verbündete, in Moskau die Ölgesellschaft Arbat International. Das Öl wurde auf Schiffen, die bei der staatlichen Schwarzmeer-Seereederei gemietet wurden, in andere Länder transportiert. Der „Dieb im Gesetz“ Wjatscheslaw Iwankow war ebenfalls an der Gründung von Arbat International beteiligt.
Zu den ersten gemeinsamen Aktivitäten von Mogilewitsch und Michailow Ende der 1980er Jahre gehörte das Betreiben von mehreren Verkaufsständen am Flughafen Moskau-Wnukowo, wo sie mit Blumen und verschiedenen Bedarfsartikeln handelten. Michailow betonte bei einem Interview, dass Mogilewitsch ständig ungewöhnliche Einfälle hatte. Einer dieser Einfälle war die Einführung gebührenpflichtiger öffentlicher Toiletten an den Moskauer Bahnhöfen, die von Mogilewitschs Kooperative Wnukowo betrieben wurden.
1993 soll sich Mogilewitsch mit Solnzewskaja zu einem gemeinsamen Unternehmen zusammengeschlossen haben, das die Hehlerei von in Osteuropa gestohlenen Kunst- und Kirchenschätzen betrieb.

### Scheinehe in Polen
Ende der 1980er Jahre zog Mogilewitsch für etwa ein Jahr nach Polen. Dazu ging er, über einen Mittelsmann, mit einer Polin eine Scheinehe ein. Die Frau selbst hat er nie persönlich getroffen. Welchen Tätigkeiten Mogilewitsch in Polen nachging, bleibt im Dunkeln.

### Ausweitung des Geschäfts nach Israel
Anfang 1990 floh Mogilewitsch, so wie viele andere Anführer der russischen Mafiagruppierungen, aus Moskau, um den gewaltsamen Auseinandersetzungen zwischen den Gangs zu entgehen. Mit seinen wichtigsten Handlangern emigrierte er nach Israel und ließ sich in Herzlia nieder, einer Stadt außerhalb von Tel Aviv, in der vorrangig Diplomaten lebten. Insgesamt verbrachte Mogilewitsch fast 10 Jahre in Israel. Im November 1991 erhielt er die israelische Staatsbürgerschaft. Obwohl er selbst Jude war, beantragte er die Staatsbürgerschaft auf einen anderen Namen, indem er eine gefälschte Geburtsurkunde vorlegte.
Schon bald nach seiner Ankunft in Israel rückte er ins Blickfeld der israelischen Polizei aufgrund des Verdachts, dass er zur russischen Mafia gehöre. Zu diesem Zeitpunkt war Mogilewitsch in der kriminellen Welt bereits allgemein bekannt. Nach Angaben der israelischen Zeitung Jedi’ot Acharonot, die Einblick in die polizeilichen Akten erhielt, wurde Mogilewitsch über eine lange Zeit hinweg überwacht, indem seine Telefongespräche abgehört wurden. Die Zeitung stellte fest, dass Mogilewitsch Israel als Zufluchts- und Erholungsort sowie Ausgangspunkt seiner legalen und kriminellen Geschäfte benutzte. Neben legalen Tätigkeiten, wie dem Betreiben von Nachtklubs oder der Schnapsproduktion, soll er in Israel ein weltweites Netz von Waffenhandel, Prostitution und Drogenschmuggel errichtet haben. Gemäß dem Bericht des israelischen Nachrichtendienstes gelang es ihm, in Israel einen Stützpunkt aufzubauen und aus seiner israelischen Staatsangehörigkeit und seinem Jüdischsein den Vorteil der freien Ein- und Ausreise zu ziehen.
Er knüpfte Kontakte zu russischen und israelischen Kriminellen und bewahrte über seine Stellvertreter die Kontrolle über mehrere Unternehmen, wie einen internationalen Catering Service für koschere Speisen, ein Touristikunternehmen und eine Immobiliengesellschaft. Seit 1991 eröffnete er in Israel im Namen diverser Unternehmen Bankkonten und besuchte Versammlungen mit anderen bekannten Verbrechern. Nach FBI-Angaben besaß Mogilewitsch, der Berichten zufolge für die kolumbianische und russische organisierte Kriminalität Geldwäsche betrieb, wohl auch eine israelische Bank mit Filialen in Moskau, Zypern und Tel Aviv. Er versuchte, allerdings erfolglos, die Kontrolle über die Spirituosenfabrik „Carmel Mizrahi“ zu gewinnen.
Laut der israelischen Polizei kam es im Mai 1995 im russischen Restaurant „Samowar“ in Netanja zu einem Treffen zwischen Mogilewitsch und den Anführern der Solnzewo-Bruderschaft Sergei Anatoljewitsch Michailow und Viktor Awerin. Die israelischen Behörden überwachten diese Zusammenkunft im Rahmen der Operation „Russischer Roman“. Bei diesem Treffen waren auch drei Polizisten anwesend, die offenbar für Mogilewitsch arbeiteten. Die israelischen Sicherheitsbehörden konnten Mogilewitsch nicht festnehmen, weil keine eindeutigen Beweise für seine kriminelle Tätigkeit auf israelischem Territorium vorlagen. Alle kriminellen Machenschaften wurden über dritte Personen ausgeführt, damit Mogilewitsch eine „reine Weste“ behalten konnte.
Mitte der 1990er Jahre habe Mogilewitsch die Kontrolle über die Moskauer Inkombank übernommen, so ein Bericht des amerikanisch-russischen Presseklubs. Dies habe ihn in eine Spitzenposition der organisierten Kriminalität gebracht.

### Aufbau von Solnzewo-Stützpunkten in Ungarn und Tschechien
1991 heiratete er erneut, diesmal die Ungarin Katalin Papp, um auf legalem Weg nach Ungarn zu gelangen, wo er in Zusammenarbeit mit der Solnzewo-Bruderschaft einen neuen Stützpunkt für seine kriminellen Machenschaften aufbaute. In Ungarn pflegte er gute Kontakte mit dem Polizeichef in Budapest, dem Innenministerium und dem Vertreter der Interpol.

#### Prostitutionsring
Nach seiner Ankunft in Budapest erwarb er den Nachtklub „Black & White“ und einige andere Unternehmen. Anfang 1991 erstand er auch in Prag den Nachtklub „Black & White“ sowie das Restaurant „U Holubu“. Nach Meinung amerikanischer Ermittler diente der Nachtklub „Black & White“ als Tarnung für ein Bordell.
Weitere Filialen wurden in Riga und Kiew eröffnet. Die Standorte von „Black & White“, an denen Mogilewitsch vorrangig russische und deutsche Frauen einsetzte, entwickelten sich zu führenden Prostitutionszentren. Zur Ausweitung seines Nachtklub- und Prostitutionsnetzwerks stieg Mogilewitsch in den Export von jungen Frauen aus den GUS-Staaten ein. Dazu stellte er den Kontakt zu Igor Anatoljewitsch Tkatschenko (Deckname: Tscherep), dem Anführer einer Kiewer Mafiagruppierung, her.
Der tschechische Sicherheitsinformationsdienst BIS identifizierte Aleksei Wiktorowitsch Aleksandrow (geb. 1959) als eine der Hauptfiguren in der Mafiaorganisation von Mogilewitsch. Laut FBI-Angaben führten er und sein Bruder Viktor Aleksandrow den Decknamen Santechniki (Abwassertechniker). Für Mogilewitsch führte er in Prag zwischen 1993 und 1995 die tschechische Filiale von Arigon und agierte dort im Allgemeinen als dessen Verhandlungsführer. Aleksandrow war israelischer Staatsbürger und reiste häufig nach Russland, Europa und in die USA. Im Prostitutionsgeschäft war er der Hauptverantwortliche für die Einschleusung von russischen Mädchen in den tschechischen Markt und die Schaffung einer legitimen Tarnung für sie. Mogilewitsch stellte zusammen mit Witali Sawalowski, einem der Anführer seiner Mafiaorganisation, für den Schutz der Prostituierten Bodyguards bereit. Aleksandrow hat einen Abschluss in Wirtschaft und Ingenieurwesen und verfügt daher, im Gegensatz zu vielen anderen Mitgliedern der Mogilewitsch-Organisation, über ein professionelles Auftreten. Nach Interpolangaben leitete Aleksandrow auch Mogilewitschs Firma Arbat International. Nach der Polizeirazzia im Restaurant „U Holubu“ am 31. Mai 1995 erklärten die tschechischen Behörden Aleksandrow zur Persona non grata und verboten ihm die Einreise ins Land für die nächsten 10 Jahre, während die britischen Behörden ein lebenslängliches Verbot aussprachen. Vom Verbot betroffen waren außerdem Semjon Mogilewitsch, Anatoli Katritsch, Viktor Awerin und Sergei Michailow. Aleksandrow war auch Mogilewitschs Kontaktperson bei der ungarischen Nationalpolizei, die ihn mit nachteiligen Informationen über mögliche Konkurrenten versorgte.
1992 festigte Mogilewitsch seine Beziehungen zu anderen russischen und eurasischen Mafiagruppen, indem er seine Anteile am Prostitutionsgeschäft an die Solnzewo-Bruderschaft und die Iwankow-Organisation verkaufte. Auch Monja Elson war, nach eigenem Zugeständnis, in diesem Bereich einer der Geschäftspartner von Mogilewitsch. In Budapest wurde „Black & White“ zum Ausgangspunkt von Mogilewitschs weltumspannenden Aktivitäten.

#### Betrug mit Juwelierwaren
Gemeinsam mit der Solnzewo-Bruderschaft erwarb Mogilewitsch in Budapest ein Juwelierwerk. Seine Agenten benachrichtigten Museen in der Ukraine, Ungarn, Polen und Tschechien, dass im Werk Juwelierwaren professionell restauriert werden. Viele Museen begannen daraufhin eine Zusammenarbeit mit dem Budapester Juwelierwerk. Allerdings stellte sich später heraus, dass die Museen anstatt der restaurierten Kunstobjekte, wie Fabergé-Eier, gut gemachte Kopien zurückerhalten hatten. Über Mittelsmänner wurden später die echten Fabergé-Eier im Auktionshaus Sotheby’s versteigert.

#### Waffenhandel
Ein weiteres käuflich erworbenes Unternehmen war Arigon Ltd., das aus der Firma Arbat International hervorging. Durch Arigon erhielt Mogilewitsch mit Unterstützung von Viktor Naischuller 90 % Anteile im Wert von 701 Millionen Forint an der Firma Army Co-op. Mit Hilfe von Army Co-op wurde das drittgrößte staatliche Maschinenwerk Ungarns Diósgyőri Gépgyár oder kurz DIGEP in Miskolc, das 1991 Insolvenz angemeldet hatte, privatisiert. Diese Transaktion ermöglichte es Mogilewitsch, sich an der ungarischen Waffenindustrie direkt zu beteiligen.
Über ungarische Firmen soll er legale und illegale Waffengeschäfte, unter anderem mit Iran abgewickelt haben.

#### Wertpapierbetrug überYBM Magnex
Nach dem Zusammenbruch der Sowjetunion änderte Mogilewitsch seine Vorgehensweise bei seinen kriminellen Tätigkeiten und wendete sich ab 1992 internationalen Investitionen sowie illegalen Finanzspekulationen zu, beispielsweise tauschte er Rubel in ostdeutsche Mark um.
1992 gründete Mogilewitsch zusammen mit Michailow und Awerin die Firma YBM Magnex. Seine Geschäftspartner waren Anatoli Kulatschenko, Igor Fischerman, Aleksandr Aleksandrow (früheres Mitglied der Staatsduma), Jakob Bogatin, Frank Greenwald und Sergei Maksimow. Der Firmensitz wurde schon bald nach Pennsylvania verlagert. 1994 wurden YBM-Aktien an der Börse von Toronto zugelassen und von Investoren aufgekauft. Die Hauptaktionäre waren dabei die Ehefrauen von Michas und Awera – Ljudmila Michailowa und Ljudmila Awerina. Die Firma stellte offiziell Industriemagnete her, wurde aber in erster Linie zur Einschleusung von Mafiageldern in die nordamerikanischen Märkte benutzt. Die Firma behauptete, Industriemagnete und Metallwaren herzustellen. Es kam allerdings heraus, dass sich ihre Werksräume im Nebengebäude einer früheren Schule befanden, wo es unmöglich wäre, 165 Mitarbeiter unterzubringen und eine Warenmenge im Wert von 20 Millionen Dollar zu produzieren, so die Behauptung in den Jahresabrechnungen von YBM. Die betrogenen Aktionäre zogen vor Gericht und forderten eine Entschädigung in Höhe von 150 Millionen Dollar.
Mogilewitsch führte in den 1990er Jahren über seine Firma YBM Magnex International Inc. Geschäfte in den USA, ohne das Land selbst zu betreten. Die Aktien seiner Firma wurden an der Wall Street hoch gehandelt. YBM Magnex soll Industriemagnete in Ungarn hergestellt haben, in Wirklichkeit betrieb Mogilewitsch über seine Firma Geldwäsche. In den USA erhielt er den Spitznamen „Brainy Don“ (dt. „intelligenter Don“).
Mogilewitsch wurde vom FBI wegen Erpressung, Geldwäsche und Betrug gesucht. Insbesondere wegen Betrug im Zusammenhang mit Aktien der Firma YBM Magnex International Inc. sollen Investoren rund 150 Millionen Dollar verloren haben. Mogilewitsch selbst hat in einem im August 1999 geführten Interview mit der Moskauer Tageszeitung Moskowski Komsomolez alle Anschuldigungen zurückgewiesen. Wie diese im Oktober 2005 berichtete, lebte er zu diesem Zeitpunkt unter anderem Namen in einem Vorort von Moskau. Im Januar 2008 wurde Mogilewitsch unter dem Verdacht der Steuerhinterziehung in Moskau festgenommen, die USA beantragten seine Auslieferung. Im Juli 2009 wurde er aber aus der Haft entlassen und die Strafuntersuchung gegen ihn wurde später eingestellt. Ab Oktober 2009 stand er auf der FBI-Liste der zehn meistgesuchten Flüchtigen.
Mogilewitsch wird mit dem illegalen Milliardentransfer (in Dollars) von Geldern aus Russland in den Westen, darunter auch Hilfsgelder, in Verbindung gebracht. In diesem Zusammenhang werden die Firmen Benex Worldwide Ltd. sowie die Firma YBM Magnex International Inc. genannt.
Mogilewitsch war außerdem Eigentümer einer Möbelfabrik in London und eines Kasinos in Moskau.

### Weitere Eheschließungen
Katalina Papp, Mogilewitschs ungarische Frau, starb im Dezember 1994 angeblich aufgrund akuter Herzinsuffizienz. Unmittelbar danach heiratete er die russischstämmige Israelitin Galina Aleksejewna Telesch. Mogilewitsch nahm ihren Namen an und ließ sich nach kurzer Zeit scheiden. 1999 verließ er Ungarn und kehrte als Semjon Judkowitsch Telesch nach Russland zurück. Bereits am 27. März 1999 erfolgte die nächste Eheschließung von Mogilewitsch mit Natalja Iwanowna Palagnjuk (geb. 1970), einer Waschfrau, die im Kindergarten arbeitete. Und erneut nahm er den Namen seiner Ehefrau an und hieß nun Sergei Jurjewitsch Palagnjuk. Im September 2001 wurde eine Tochter geboren. Mit Hilfe ihres Ehemanns gelang Natalja Palagnjuk eine steile Karriere, denn schon bald stieg sie von einer Waschfrau zur pädagogischen Psychologin auf, Angestellte einer schulischen Einrichtung in der Oblast Moskau. Bereits drei Monate nach seiner Heirat mit Natalja Palagnjuk ehelichte Mogilewitsch im Moskauer Bezirk Solnzewo im Juni 1999 Olga Walerjewna Schneider (geb. 1975) und, wie gewohnt, übernahm er ihren Familiennamen. Aus irgendeinem Grund hielt Mogilewitsch es für nötig, auch den Tag seiner Geburt zu ändern, vom 30. Juni auf den 5. Juli.

### Geschäfte im ukrainischen Energiesektor
Mogilewitsch wurde bereits Mitte der 1990er Jahre zur wichtigen Spielfigur in der ukrainischen Erdgasbranche. Damals war er Geschäftspartner des Unternehmens Itera, das Erdgas von Turkmenistan einkaufte und an die Ukraine verkaufte. Der ukrainische Geschäftsmann Dmytro Firtasch, der in London lebte und mit einem Vermögen von etwa 3,4 Milliarden Dollar der fünftreichste Mann der Ukraine war (nach Angaben des polnischen Nachrichtenmagazins Wprost), stieg in den ukrainischen Erdgashandel erst Ende der 1990er Jahre ein. Bereits 2002 gelang es ihm, die Firma Itera vom Markt zu verdrängen und ihren Platz einzunehmen. Nach Angaben von Firtasch habe Mogilewitsch ein Schema entwickelt, um alle Erdgaslieferungen aus Turkmenistan und gleichzeitig den gesamten Erdgasmarkt der Ukraine unter seine Kontrolle zu bringen. Mit dieser Idee wandten sich Mogilewitsch und Itera-Chef Igor Makarow an den stellvertretenden Vorsitzenden von Gazprom Wjatscheslaw Scheremet. Mogilewitsch und damit auch Itera wurden sich mit dem damaligen ukrainischen Premierminister Pawlo Lasarenko und seiner „rechten Hand“ Julija Tymoschenko schnell einig. Das Justizministerium der Vereinigten Staaten verdächtigte Itera, Geschäftsbeziehungen mit Mogilewitsch zu unterhalten, und leitete 2007 Ermittlungen ein, um festzustellen, in welchem Ausmaß Mogilewitsch den Erdgasmarkt der Ukraine beeinflusste. The Wall Street Journal betrachtete Firtasch als Bindeglied zwischen Itera und Mogilewitsch. Itera wies alle Verdächtigungen, dass Mogilewitsch ihr Geschäftspartner war oder dass ihre wahren Eigentümer die Gründerväter von Gazprom sind, von sich. Mitte der 1990er Jahre war Mogilewitsch einer der bedeutendsten kriminellen Autoritäten in Russland und verfügte über gute Verbindungen zu den Mächtigen in der russischen Regierung. Beispielsweise hatte seine Firma Arbat International, als sie Aktien des Nationalen Sportfonds erwarb, Russland mit gefälschten Wodkasorten „Absolut“ und „Rasputin“ überschwemmt, die Mogilewitschs Unternehmen in Ungarn produzierten.
Die ehemalige ukrainische Premierministerin Julija Tymoschenko beschuldigte Mogilewitsch, hinter der Firma RosUkrEnergo zu stehen, die in den russisch-ukrainischen Gasstreit verwickelt ist, doch Mogilewitsch hat sämtliche Anschuldigungen in dieser Richtung zurückgewiesen.
Arigon betrieb zudem den Verkauf von Kleidung in der ehemaligen Sowjetunion und von Erdöl an die ukrainische Eisenbahngesellschaft Ukrsalisnyzja. Zusätzlich wickelte Mogilewitsch Geschäfte mit dem ukrainischen Energieminister und einigen Energieunternehmen ab.

## Weiteres
Neben seiner russischen und israelischen Staatsbürgerschaft verfügte Mogilewitsch über mindestens 17 Pässe verschiedener Länder.
Nach FBI- und Interpol-Angaben verbarg Mogilewitsch seine Identität hinter unterschiedlichsten Namen, die er zum Teil von seinen Ehefrauen übernahm (Schreibweisen können abweichen): Semion Mogleritis, Semion Mogrilez, Sergei Magrilez, Semjon Telesch, Sergei Palagnjuk, Semjon Palagnjuk, Shimon Makelwitsch, Seimon Mogilewsk, Lew Fisherman, Simeon Teles, Semjon Judkowitsch, Sergei Mangrijaz, Sergei Schneider, Seva Schnaider, Seva Magelansky, Seva Moguilevich, Semion Mogeilegtin und viele andere.
Nach Angaben des FBI vom April 2011 lebt Mogilewitsch unbehelligt in Moskau. Da sein Aufenthalt bekannt, er für den FBI dort jedoch nicht greifbar ist, nahm ihn das FBI 2015 von seiner Top-Ten-Liste. Es fahndet jedoch weiterhin nach ihm.
Einer der Anwälte von Mogilewitsch war William S. Sessions, früherer Direktor des FBI.
Im Dokumentarfilm „Active Measures“ des amerikanischen Regisseurs Jack Bryan von 2018 wird behauptet, dass sich die Wege von Mogilewitsch und Wladimir Wladimirowitsch Putin bereits 1993 kreuzten. Bestätigt kann lediglich, dass zu Beginn der 2000er Mogilewitsch bei verschiedenen Veranstaltungen mit Beteiligung Putins anwesend war.
1993 legte der ukrainische Inlandsgeheimdienst „Sluschba bespeky Ukrajiny“ (SBU) über Mogilewitsch eine Akte an, die bis zum Jahr 2005 einen Umfang von etwa 3.000 Seiten erlangte. Trotz Verbots des neuen SBU-Leiters Ihor Drischtschanyj wurde die Akte im September 2005 zerstört.
Im Dezember 2004 kam der FBI-Agent Jeffrey Lampinski nach Moskau und begab sich auf die Suche nach Mogilewitsch, konnte ihn aber unter keiner ihm bekannten Adressen ausfindig machen.
Am 5. Dezember 2004 überreichte Mogilewitsch der Synagoge im Moskauer Bezirk Marjina Roschtscha während einer Zeremonie eine Tora, die in seinem Auftrag ein ganzes Jahr lang von einem Sofer in mühevoller Arbeit erstellt wurde. Jeder rechtgläubige Jude muss im Laufe seines Lebens entweder selbst oder auf Bestellung eine handgeschriebene Tora fertigstellen. Die letzten Buchstaben werden direkt in der Synagoge geschrieben. Die Tora hatte einen Wert von 50.000 Dollar. Nach Augenzeugenberichten waren bei der Zeremonie viele prominente Persönlichkeiten anwesend.

## Privates
Mogilewitsch war ein Polygamist. Als er Mitte der 1980er Jahre von Kiew nach Moskau zog, ehelichte er dort eine Frau, obwohl er in Kiew bereits eine Ehefrau hatte. Im Laufe seines Lebens ging er mehrere Scheinehen ein. Bekannt sind fiktive Ehen mit einer Polin und einer Israeli. Mogilewitschs ungarische Frau starb im Dezember 1994, ein Jahr später heiratete er seine russisch-israelische Lebensgefährtin Galina Alexejewna Telesch-Jambulskaja. Ihr gemeinsamer Sohn war schon im September 1990 geboren worden.
Mogilewitsch ist Vater von vier Kindern. Er ist passionierter Raucher, fährt Ski und spielt gern Préférence.